# علی ملک‌حسینی
سید علی ملک‌حسینی (زادهٔ ۱۶ مرداد ۱۳۲۸ در یاسوج) جراح ایرانی و عضو هیئت علمی دانشگاه علوم پزشکی شیراز است. او نخستین پیوند کبد در ایران را انجام داد و به عنوان «پدر پیوند کبد در ایران» شناخته می‌شود.
ملک‌حسینی انجام‌دهندۀ نخستین پیوند کبد در ایران، نخستین پیوند کبد از فرد زنده به فرد زنده در ایران و نخستین پیوند از یک کبد به دو نفر و همچنین بنیانگذار بخش پیوند اعضا بیمارستان نمازی و بیمارستان پیوند اعضا ابوعلی سینا است. او در سپتامبر ۲۰۲۰ جایزۀ انجمن جهانی پیوند اعضا را به دلیل تأثیر شگرف در پیشرفت دانش پیوند دریافت کرد. وی همچنین از چهره‌های ماندگار و یکی از برگزیدگان دومین دورۀ جایزۀ علمی علامه طباطبایی بنیاد ملی نخبگان در سال ۱۳۹۱ می‌باشند. مراسم تکریمی توسط بنیاد نخبگان استان فارس در سال ۱۳۹۵ با مشارکت دانشگاه علوم پزشکی شیراز با حضور جمعی از چهره‌های علمی و فرهنگی کشور، شاگردان وی و استعدادهای برتر برگزار شد.

## زندگی
سید علی ملک‌حسینی در ۱۶ مرداد ۱۳۲۸ در روستای گوشهٔ شاهزاده قاسم در نزدیکی یاسوج در خانواده‌ای ایلی زاده شد. او تحصیلات ابتدایی خود را در یاسوج گذراند و برای تحصیلات متوسطه به شیراز رفت. وی سپس چندین سال به عنوان معلم عشایری فعالیت کرد و پس از آن با شرکت در کنکور سراسری در رشتۀ دامپزشکی دانشگاه تهران پذیرفته شد. او پس از پنج ماه از رشتۀ خود انصراف داد و در سال ۱۳۵۳ با شرکت دوباره در کنکور در رشتۀ پزشکی همان دانشگاه پذیرفته شد. وی در سال پنجم پزشکی خود با دخترعموی خود ازدواج کرد و پس از پایان تحصیلات طرح خود را در یاسوج گذراند.
ملک‌حسینی در سال ۱۳۶۱ در آزمون تخصص پزشکی شرکت کرد و در رشتۀ جراحی عمومی دانشگاه علوم پزشکی شیراز پذیرفته و در سال ۱۳۶۵ از این رشته فارغ‌التحصیل شد. او سپس برای خدمت در بیمارستان‌های خط مقدم به جبهه‌های جنگ ایران و عراق رفت. او در آنجا با ایرج فاضل آشنا شد و در سال ۱۳۶۶ با توصیه او برای گذراندن دورۀ فلوشیپ پیوند کلیه راهی بیمارستان هاشمی‌نژاد تهران شد. وی سپس در سال ۱۳۶۹ برای گذراندن دورۀ فلوشیپ پیوند کبد در دانشگاه پیتسبرگ به پیتسبرگ در آمریکا رفت و در سال ۱۳۸۰ نیز دورۀ فلوشیپ پیوند خود را در دانشگاه کینگز لندن در انگلستان با موفقیت به پایان رساند.

## مسئولیت‌ها
1. ریاست بیمارستان شهید فقیهی (سعدی) شیراز
2. معاونت آموزشی دانشگاه علوم پزشکی شیراز
3. ریاست دانشگاه علوم پزشکی شیراز
4. عضو هیئت ممتحنه (بورد) تخصصی جراحی کشور
5. عضو هیئت امناء دانشگاه علوم پزشکی یاسوج
6. عضو هیئت امناء دانشگاه آزاد اسلامی یاسوج
7. عضو پیوسته فرهنگستان علوم پزشکی ایران
8. عضو انجمن علمی پیوند اعضاء ایران
9. عضو انجمن پیوند اعضاء خاورمیانه
10. عضو انجمن پیوند اعضاء اروپا
11. رئیس انتخابی پیوند اعضاء خاورمیانه برای چهار سال
12. عضو هیئت امناء پژوهشی مخترعین و مکتشفین دفتر نهاد ریاست جمهوری اسلامی ایران